# Carl Christian Mez

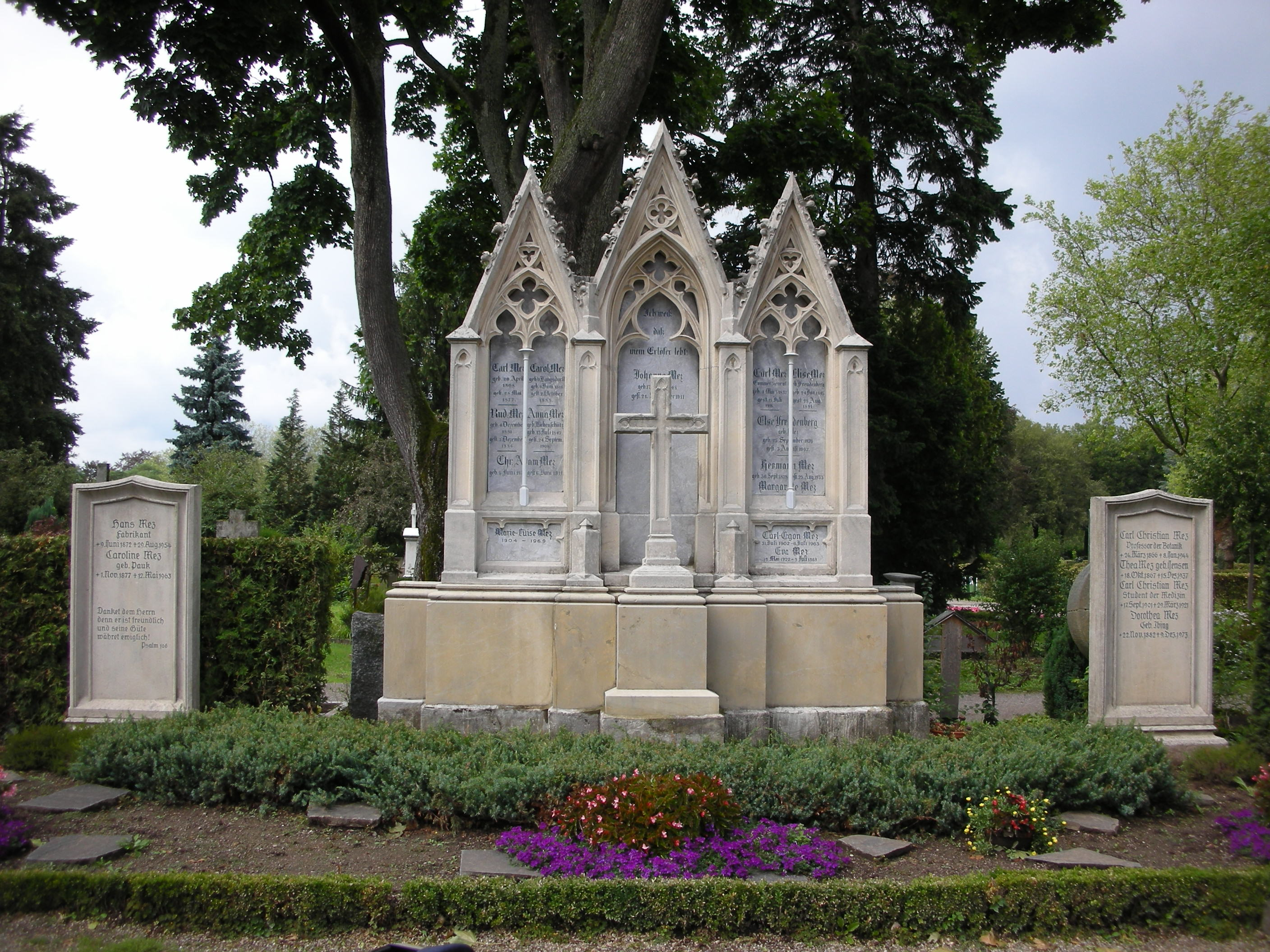
Mez grav i Freiburg.

Carl Christian Mez, född den 23 mars 1866 i Freiburg im Breisgau, död där den 8 januari 1944, var en tysk botanist, sonson till Carl Christian Mez den äldre.
Mez, som var professor och föreståndare för botaniska trädgården i Halle och från 1910 i Königsberg (han blev emeritus 1935), var en produktiv deskriptiv författare. 
Bland hans arbeten kan nämnas Lauracece americanæ (1889), Bromeliaceæ (fol. 1-3, 1891-94, i "Flora brasiliensis"), Monographia Bromeliacearum (1896), Myrsinaceos (1902), Theophrastaceæ (1903), Der Hausschwamm und die übrigen holzzerstörenden Pilze der menschlichen Wohnung (1908).
Auktorsnamnet Mez. kan användas för Carl Christian Mez i samband med ett vetenskapligt namn inom botaniken; se Wikipediaartiklar som länkar till auktorsnamnet.